# Мушкетёры 4 «А»
«Мушкетёры 4 „А“» — советский короткометражный детский фильм-комедия, поставленный режиссёром Валентином Козачковым на Одесской киностудии.

## Сюжет
История о летних приключениях четырёх одиннадцатилетних ребят — Сергея, Бориса, Оли и Веры — из рыбацкого посёлка на Днепре. Вскоре к ним добавляется ещё один «мушкетёр» — городской мальчик Юра, племянник местной доярки Макаровны, редкостный трус и врун. Вскоре из-за его обмана ребята между собой объявляют ему месть. Только Оля, влюбившаяся в Юру и разглядевшая в нём хорошее, отказывается наносить ему вред.
В финале фильма ребята устраивают между собой гонки на моторных лодках вместе с исправившимся Юрой.

## В ролях
- Борис Мельников — Сергей
- Эдик Орлов — Борис
- Галина Буданова — Оля
- Галина Вербицкая — Вера
- Андрей Самотолкин — Юра

### В эпизодах
- Нонна Копержинская — Макаровна, тётя Юры, доярка
- Валерий Зубарев — Женя, сын Макаровны, молодой моряк
- Евгений Бурмистров
- К. Антонов
- В. Георгиев
- Л. Бузинова

## Съёмочная группа
- Сценарий — Вадима Цветкова
- Постановка — Валентина Козачкова
- Оператор-постановщик — Леонид Бурлака
- Композитор — Алексей Рыбников
- Текст песни — Юрия Энтина
- Режиссёр — Геннадий Тарасуль
- Художник — Павел Холщевников
- Оператор — Владимир Щукин
- Монтаж — Татьяны Рымаревой
- Костюмы — Майи Галкиной
- Грим — Нелли Ситниковой
- Ассистенты
режиссёра: Ирина Песчанская, Нина Василевская
оператора — Дмитрий Давыдов
- Оркестр кинематографии Госкино СССР
дирижёр — Александр Петухов
- Звукооператор — Глеб Колесников
- Редактор — Евгения Рудых
- Директор картины — Алексей Цененко

## Интересный факт
Трое ребят, снимавшиеся в этом фильме — Галя Буданова (Оля), Галя Вербицкая (Вера) и Андрей Самотолкин (Юра) — ранее все вместе снимались в фильме Ролана Быкова «Внимание, черепаха!» (там Галя Буданова играла Таню Самохину, Галя Вербицкая — Бэллу, Андрей Самотолкин — Вову Диденко).